# Len Skeat

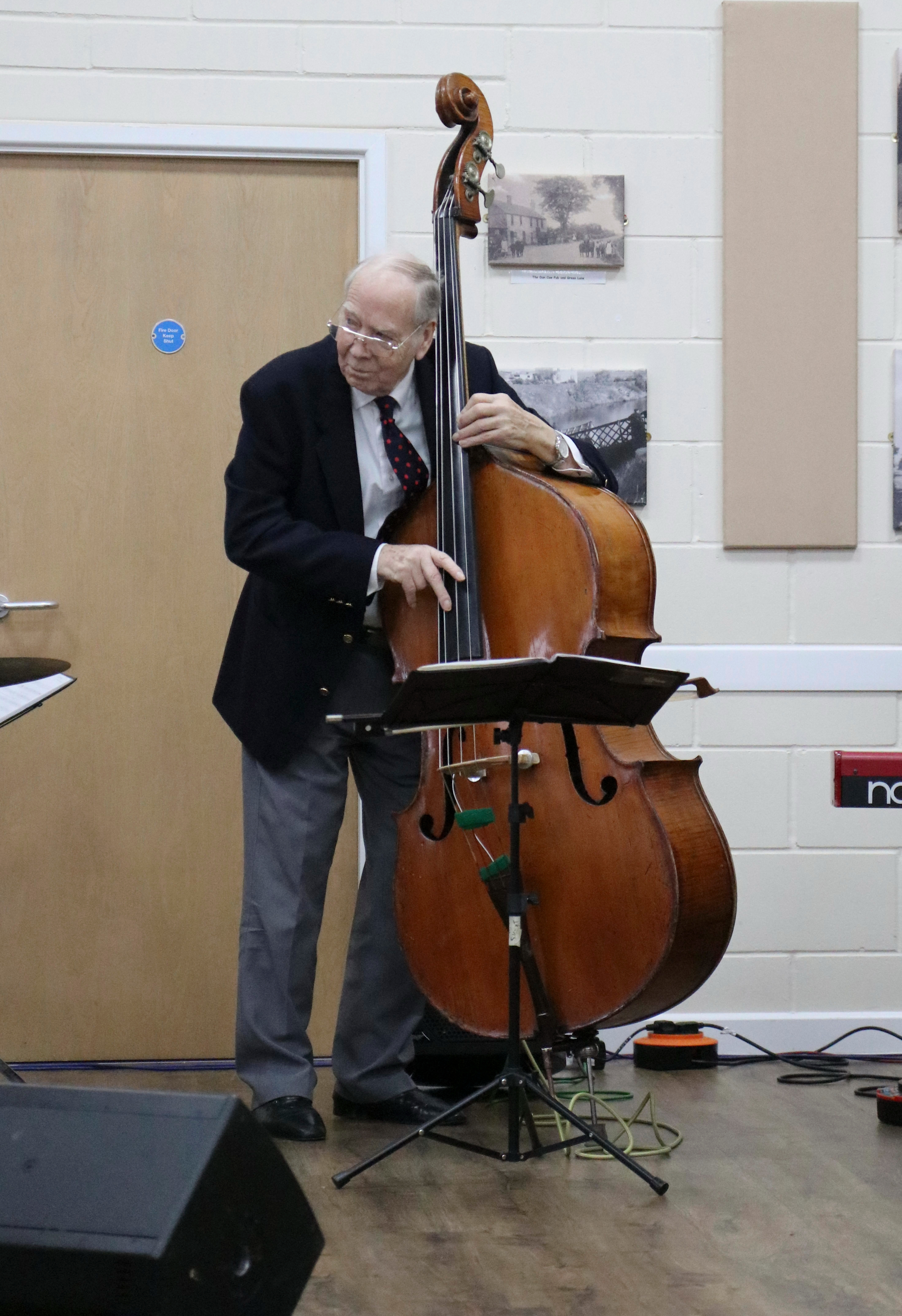
Len Skeat (Upwell Jazz Club, 2020)

Len Skeat (* 9. Februar 1937 in London; † 9. März 2021) war ein britischer Kontrabassist des Mainstream Jazz.

## Leben und Wirken
Skeat, dessen älterer Bruder Bill Skeat als Saxophonist auf der britischen Jazzszene aktiv war, spielte bei Ted Heath und seit den frühen 1960er Jahren im Trio von Eddie Thompson; er begleitete Thompson bis zu dessen Tod 1986. Daneben spielte er mit Stéphane Grappelli und amerikanischen Gastsolisten wie Ruby Braff, Ben Webster, Billy Eckstine, Lionel Hampton, Scott Hamilton, Helen Merrill, Harry Edison, Eddie Lockjaw Davis oder Lou Rawls.
Mit Digby Fairweather, Ike Isaacs und Denny Wright war er in den 1970er-Jahren auch in der Formation Velvet zu hören und trat regelmäßig im Pizza Express in Soho auf. In den USA spielte er mit der Band von Bobby Rosengarden. Auch gehörte er regelmäßig zu den Rhythmusgruppen auf den Alben von Nagel-Heyer Records, etwa mit Danny Moss oder Harry Allen. Als Mitglied von Charly Antolinis Jazz Power trat er in den frühen 1990er-Jahren auch häufiger in Mitteleuropa auf.
Im Bereich des Jazz war er laut Tom Lord zwischen 1973 und 2015 an 125 Aufnahmesessions beteiligt, zuletzt mit Digby Fairweather.

## Diskographische Hinweise
- Bill Watrous In London (1982)
- Spike Robinson - Eddie Thompson Trio  At Chesters Volumes 1 & 2 (Hep Records, 1984)
- Spike Robinson: The Gershwin Collection (Hep Records, 1987)
- Charly Antolini/Danny Moss Quartett: A Swinging Affair (1987)
- Charly Antolini Jazz Power: Cookin’ (L+R Records, 1989)
- Charly Antolini Meets Dick Morrissey (1990)
- Charly Antolini  At the BBC-London: Jazz-Session, mit Brian Lemon, Gerard Presencer, Dick Morrissey
- Dick Morrissey / Charly Antolini: Right on

## Lexikalischer Eintrag
- Ian Carr, Digby Fairweather, Brian Priestley: Rough Guide Jazz. Der ultimative Führer zur Jazzmusik. 1700 Künstler und Bands von den Anfängen bis heute. Metzler, Stuttgart/Weimar 1999, ISBN 3-476-01584-X.